# Patriarca catòlic copte d'Alexandria
El patriarca catòlic copte d'Alexandria és el primat de l'Església Catòlica Copta, comunitat autònoma de les Esglésies catòliques orientals en comunió amb l'Església de Roma.
El 1741 es va establir un vicariat apostòlic per als cristians coptes que es volien agregar a l'Església Catòlica Romana. En 1824 el papa Lleó XII va elevar-lo a patriarcat, però a la mort del primer titular, la seu restà vacant fins a 1899, quan es restaurà el patriarcat. Els patriarques són, en rang, els segons després del papa.

## Vicaris apostòlics coptes d'Alexandria
- Athanasios (1741–1744?)
- Giusto Marsghi (1744?–1748)
- Jakub Římař OFM (1748–1751) (Jacques de Kremsier)
- Paolo d'Angnone (1751–1757)
- Giuseppe de Sassello (1757–1761)
- Roche Abou Kodsi Sabak de Ghirgha (1761–1778)
- Gervais d'Ormeal (1778–1781)
- Roche Abou Kodsi Sabak de Ghirgha (1781, 2a vegada)
- Jean Farargi (1781–1783)
- Roche Abou Kodsi Sabak de Ghirgha (1783–1785, 3a vegada)
- Bishai Nosser (1785–1787)
- Michelangelo Pacelli de Tricario (1787–1788)
- Mathieu Righet (1788–1822)
- Maximos Jouwed (1822–1831; amb el títol de patriarca, Màxim, des de 1824)

## Patriarques catòlics coptes d'Alexandria
- Màxim Jouwed o Màxim Givaid (15 d'agost de 1824 – 30 d'agost de 1831, per mort), abans bisbe titular d'Uthina (9 de març de 1824 – 15 d'agost de 1824)

- Vacant (1831–1899)
  - Administrador apostòlic: Theodoros Abou-Karim (22 de juny de 1832 – 28 de setembre de 1855, per mort), bisbe titular d'Àlia (22 de juny de 1832 – 28 de setembre de 1855)
  - Administrador apostòlic: Athanasios Khouzam (2 d'octubre de 1855 – 17 de febrer de 1864, per mort), bisbe titular de Marònia (2 d'octubre de 1855 – 17 de febrer de 1864)
  - Administrador apostòlic: Agapios Bishai (27 de febrer de 1866 – 1876), bisbe titular de Cariòpolis (27 de febrer de 1866 – 20 de febrer de 1887)
    - Vicari apostòlic visitant: Antoun di Marco (1876–1887)
    - Provicari: Antoun Nabad (1887–1889)
    - Provicari: Simon Barraia (1889–1892)
    - Provicari: Antoun Kabes (1892–1895)

  - Administrador apostòlic: Kyrillos Makarios (18 de març de 1895 – 19 de juny de 1899), bisbe titular de Cesarea Paneas (15 de març de 1895 – 19 de juny de 1899), nomenat patriarca
- Ciril Macari (juliol de 1899 – 1908) (restauració del patriarcat)

- Seu vacant (1908–1947)
  - Administrador apostòlic: (Joseph-)Maxime Sedfaoui (1908 – 13 de gener de 1925)
  - Administrador apostòlic: Markos Khouzam (30 de desembre de 1927 – 10 d'agost de 1947), nomenat patriarca

- Marc II Khouzam (10 d'agost de 1947 – 2 de febrer de 1958, per mort)
- Esteve II Sidarouss C.M. (10 de maig de 1958 - 24 de maig de 1986, retirat), després també cardenal bisbe (22 de febrer de 1965)
  - Vicari patriarcal: Athanasios Abadir (18 de maig de 1976 – 17 de desembre de 1982), bisbe titular d'Àppia (18 de maig de 1976 – 17 de desembre de 1982), després eparca d'Ismailia dels Coptes (17 de desembre de 1982 – 25 de maig de 1992, per mort)
- Esteve II Ghattas (23 de juny de 1986 – 30 de març de 2006, retirat)
  - Bisbe auxiliar: Youhanna Golta (27 de juliol de 1986 – 1997), bisbe titular d'Andròpolis (27 de juliol de 1986 – present), després bisbe de Cúria dels Coptes (1997 – present)
  - Bisbe auxiliar: Andraos Salama (1 de novembre de 1988 – 1997), bisbe titular de Barca (1 de novembre de 1988 – 21 de març de 2003); després eparca de Guiza dels Coptes (21 de març de 2003 – 6 de desembre de 2005, per mort)
- Antoni I Naguib (7 d'abril de 2006 – 15 de gener de 2013, retirat)
- Abraham I Isaac Sidrak (18 de gener de 2013 – present)

## Bisbes curials
- Youhanna Golta (1997-2020, per retir)
- Antonios Aziz Mina (2002-2006), confirmat bisbe de Guiza dels Coptes
- Kamal Fahim Awad (Boutros) Hanna (2006-2013), confirmat bisbe de Minya dels Coptes
- Hani Nassif Wasef Bakhoum Kiroulos (2019-)